# FC Ingolstadt 04 II
El FC Ingolstadt 04 II es un equipo de fútbol amateur de Alemania que juega en la Bayernliga Süd, una de las ligas regionales que conforman la quinta división de fútbol en el país.

## Historia
Fue fundado en el año 2004 en la ciudad de Ingolstadt a raíz de la fusión de los equipos locales MTV Ingolstadt y ESV Ingolstadt, los cuales formaban parte de la Landesliga Bayer-Süd, y es el equipo reserva del FC Ingolstadt, por lo que no puede jugar en la Bundesliga, aunque sí puede jugar en la Copa de Alemania y sus jugadores pueden formar parte del primer equipo.
El equipo comenzó a tener éxito, logrando ascensos en corto tiempo hasta llegar a la Bayernliga, donde en la temporada 2010/11 lograron ascender a la Regionalliga debido a que el campeón FC Ismaning rechazara el ascenso.

## Temporadas recientes
Estas son las temporadas del club desde su fundación:
| Temporada | Liga                       | División | Posición |
| 2004–05   | Bezirksoberliga Oberbayern | VI       | 5º       |
| 2005–06   | Bezirksoberliga Oberbayern | VI       | 2º ↑     |
| 2006–07   | Landesliga Bayern-Süd      | V        | 6º       |
| 2007–08   | Landesliga Bayern-Süd      | V        | 2º ↑     |
| 2008–09   | Bayernliga                 | V        | 6º       |
| 2009–10   | Bayernliga                 | V        | 6º       |
| 2010-11   | Bayernliga                 | V        | 2º ↑     |
| 2011–12   | Regionalliga Süd           | IV       | 9º       |
| 2012–13   | Regionalliga Bayern        | IV       | 8º       |
| 2013–14   | Regionalliga Bayern        | IV       |          |

- Con la introducción de las Bezirksoberligas en 1988 como el nuevo quinto nivel, por debajo de las Landesligas, todas las ligas bajaron un nivel. Con la introducción de las Regionalligas en 1994 y de la 3. Liga en 2008 como el nuevo tercer nivel por debajo de la 2. Bundesliga, todas las ligas bajaron un nivel. Con el nacimiento de la Regionalliga Bayern como el nuevo cuarto nivel en Baviera en 2012, la Bayernliga fue dividida en divisiones norte y sur, las Landesligas pasaron de ser 3 a 5 y las Bezirksoberligas desaparecieron. Todas las ligas que estaban por debajo de las Bezirksligas subieron un nivel.